# Birobidžan
Birobidžan (ruski: Биробиджа́н, na jidišu: ביראָבידזשאן) je glavni grad Židovske autonomne oblasti u Rusiji; ime se katkad koristi za cijelu oblast. 
Nalazi se na rijekama Biri i rijeci Bidžanu, nedaleko od kineske granice uz transsibirsku željezničku prugu, na 48°52′N 132°52′E / 48.867°N 132.867°E.
Dokumentarni film, L'Chayim, Comrade Stalin! na temu Staljinovog stvaranja Židovske autonomne regije i njegovom naseljavanju tisuća Židova je bio snimljen 2003. Kao dodatak povijesti stvaranja predložene židovske domovine, film kaziva prizore sadašnjeg Birobidžana i razgovore sa židovskim stanovnicima.